# Konrad von Kreuznach

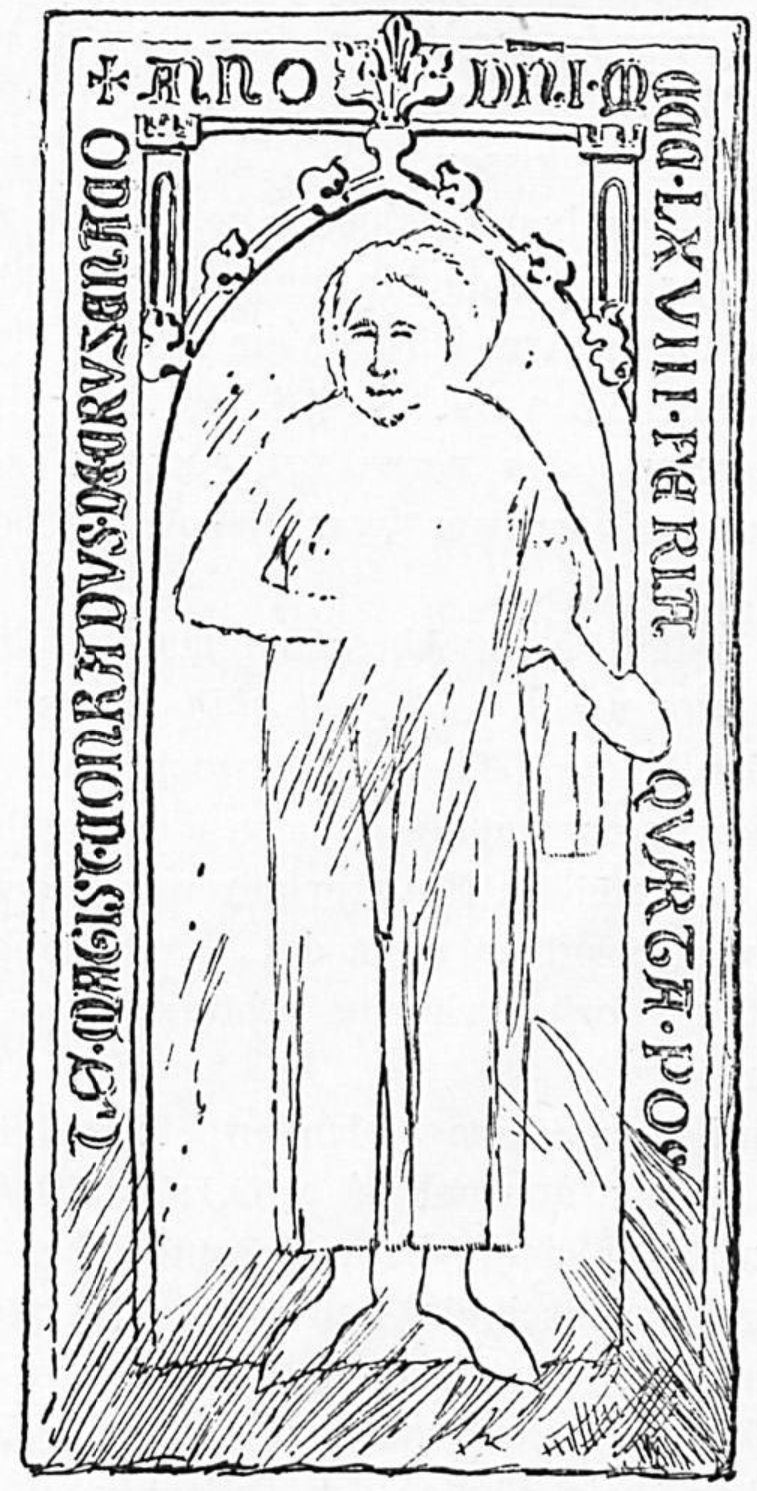
Grabstein des Konrad von Kreuznach, 14. Jahrhundert; Abzeichnung von Johann Lindenschmit, 1806

Konrad von Kreuznach, Cunze von Crutznach oder Conradus de Crucinaco (* in Kreuznach; † 31. Mai oder 13. Oktober 1368 in Mainz) war ein deutscher Musiker, vielleicht auch ein Lyriker (Minnesänger oder Sangspruchdichter) in der Mitte des 14. Jahrhunderts.

## Leben
Meister (magister) Konrad von Kreuznach war ein berühmter Fiedler („sollempnis figellator“). Vermutlich wirkte er unter Erzbischof Gerlach von Nassau als ministrallus (Hof-Spielmann) am erzbischöflichen Hof; er besaß eine jährliche Kornrente von 25 Maltern in Dexheim.

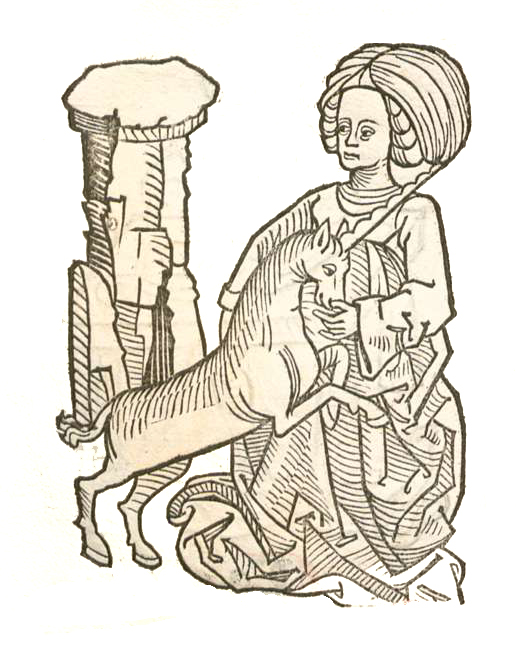
Jungfrau mit Einhorn, Miniatur aus den Hortus sanitatis, Mainz 1491

Ob er auch als Minnesänger oder Sangspruchdichter zu gelten hat, ist in der Forschung umstritten, da ihm keine Dichtung eindeutig zugeschrieben werden kann. Franz Joseph Bodmann identifizierte 1802 in einem „m[anu]s[crip]to coaevo“ (= zeitgleiche Handschrift; wohl eine Kopie aus dem Anfang des 15. Jahrhunderts) das Marienlied „Ein Furst der hat gejaget lange Zit … Ein starck wildes einhorn“ (RSM 1Rosw/1c) als Werk Konrads von Kreuznach, das „im langen (Ton) Frauenlob(s)“ gesungen werden sollte. Gotthelf Fischer von Waldheim, dem er das Gedicht übergab, schrieb es jedoch bei der Erstveröffentlichung 1803 trotz eigener Bedenken dem Minnesänger Heinrich von Meißen, genannt Frauenlob († 1318) selbst zu. Die originale Handschrift, aus der Bodmann auf Konrads Verfasserschaft geschlossen hatte, ist verschollen. In der Überschrift einer Basler Parallelüberlieferung erscheint die Herkunftsangabe „roswinn“; ein Lieddichter „Roswin“ ist aber sonst unbekannt. Eher stammt die Überlieferung aus der Stadt Roßwein, in der 1467 eine an der St. Marien-Kirche musikalisch tätige Kalandsbruderschaft (seit 1567 Kantorei) belegt ist, die 1505 drei Mess-Bücher und ein „Singe-Buch“ besaß.
Konrad von Kreuznach wurde im Ostflügel des Kreuzgangs des Mainzer Doms begraben, wo auch der Minnesänger Frauenlob bestattet ist. Sein Grabstein wurde 1785 von Domdechant Georg Karl von Fechenbach restauriert, aber bei der Bombardierung von Mainz 1793 wieder beschädigt. Er wurde vermutlich bei der Renovierung des Kreuzgangs 1841–1845 entfernt und ist heute nicht mehr erhalten oder mit verdeckter Stirnseite verbaut worden. Der Medailleur und Münzgraveur Johann Lindenschmit (1771–1845) fertigte 1806, vielleicht im Auftrag von Franz Joseph Bodmann, eine Abzeichnung an, auf der ein Mann in geistlicher Tracht mit einer Geige unter dem linken Arm dargestellt ist. Seine Fidel im Wert von 7 Gulden, 4 Groschen und 10 Hellern („VII flor. quatuor grossos et X hallenses“) und die Hälfte seiner Dexheimer Kornrente vermachte Konrad der Dompräsenz des Mainzer Domkapitels.

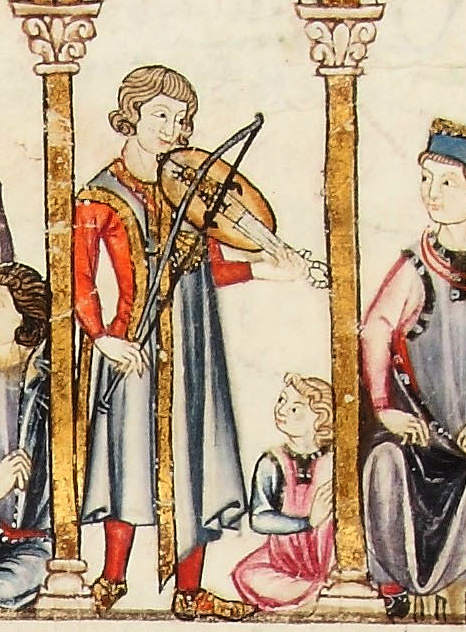
Fiedler, Miniatur aus den Cantigas de Santa Maria, um 1300

Der Grabstein trug die Inschrift
Im Fundationsbuch des Domes wird der 13. Oktober (iij. Idus octobr.), ein Freitag, als Todestag angegeben, der Mittwoch nach Pfingsten 1368 war der 31. Mai.

## Werke
- (unsicher; zugeschrieben von Franz Joseph Bodmann):[7] Im langen frowenlob. Ein Furst der hat gejaget lange Zit … In: Gotthelf Fischer von Waldheim: Uiber einige Denkmäler alt-deutscher Dichtkunst. In: ders.: Beschreibung einiger typographischen Seltenheiten nebst Beyträgen zur Erfindungsgeschichte der Buchdruckerkunst 4 (1803), S. 109–140, bes. S. 112–121 (Digitalisat der Bayerischen Staatsbibliothek München), (Google-Books) (RSM-Nr.: 1Rosw/1c)[5]